# Pilatus PC-21
Le Pilatus PC-21 est un avion d'entraînement militaire avancé construit par l’avionneur suisse Pilatus Aircraft.

## Conception
Le PC-21 est, comme son prédécesseur le Pilatus PC-7 et le moins connu PC-9, un avion d'entraînement destiné à la formation avancée des pilotes et à leur perfectionnement. Beaucoup moins coûteux que les avions à réaction (en 2022, une heure de vol revient à 1 500 euros pour le PC-21, contre 7 800 euros pour un Alpha Jet), il présente de nombreuses qualités aéronautiques, ainsi qu'un cockpit moderne. Selon la Royal Australian Air Force, le PC-21 est l'avion d'entrainement le plus avancé au monde.

### Dispositifs
Le PC-21 est équipé d'un habitacle ultra-moderne. Il est pressurisé, son cockpit affiche trois écrans à cristaux liquides pour les informations des systèmes standards. Il dispose également d'un afficheur tête haute (HUD). L'appareil est également doté d'un système anti-g, d'un système embarqué de génération d'oxygène, de deux sièges éjectables et d'une verrière résistante aux collisions de volatiles.

## Développement

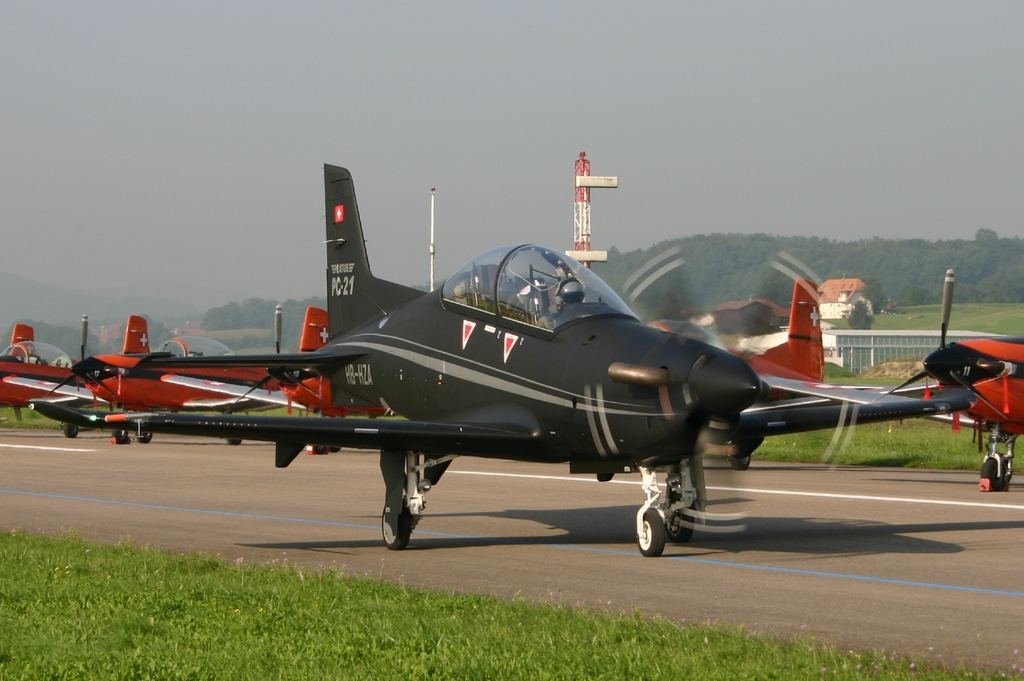
Le premier prototype Pilatus PC-21 (s/n P01 HB-HZA) au meeting aérien de Payerne en 2004.

Le développement du PC-21 a officiellement commencé en novembre 1997, lorsque Pilatus a fait voler pour la première fois son PC-7 Mk II, évolution du PC-7 Turbo Trainer. Ce modèle comportait de nombreuses améliorations pouvant présager d'un prochain avion d'entraînement à turbopropulseur. Le premier prototype est sorti d'usine en avril 2002 et effectue son premier vol le 1er juillet de la même année. Le second prototype a volé le 7 juin 2004. Le second prototype s'est écrasé le 13 janvier 2005 à Buochs à la suite d'une erreur de pilotage lors d'un entraînement en vue d'une démonstration aérienne. Le pilote d'essai est mort et une personne au sol a été blessée.

## Caractéristiques
- Masse

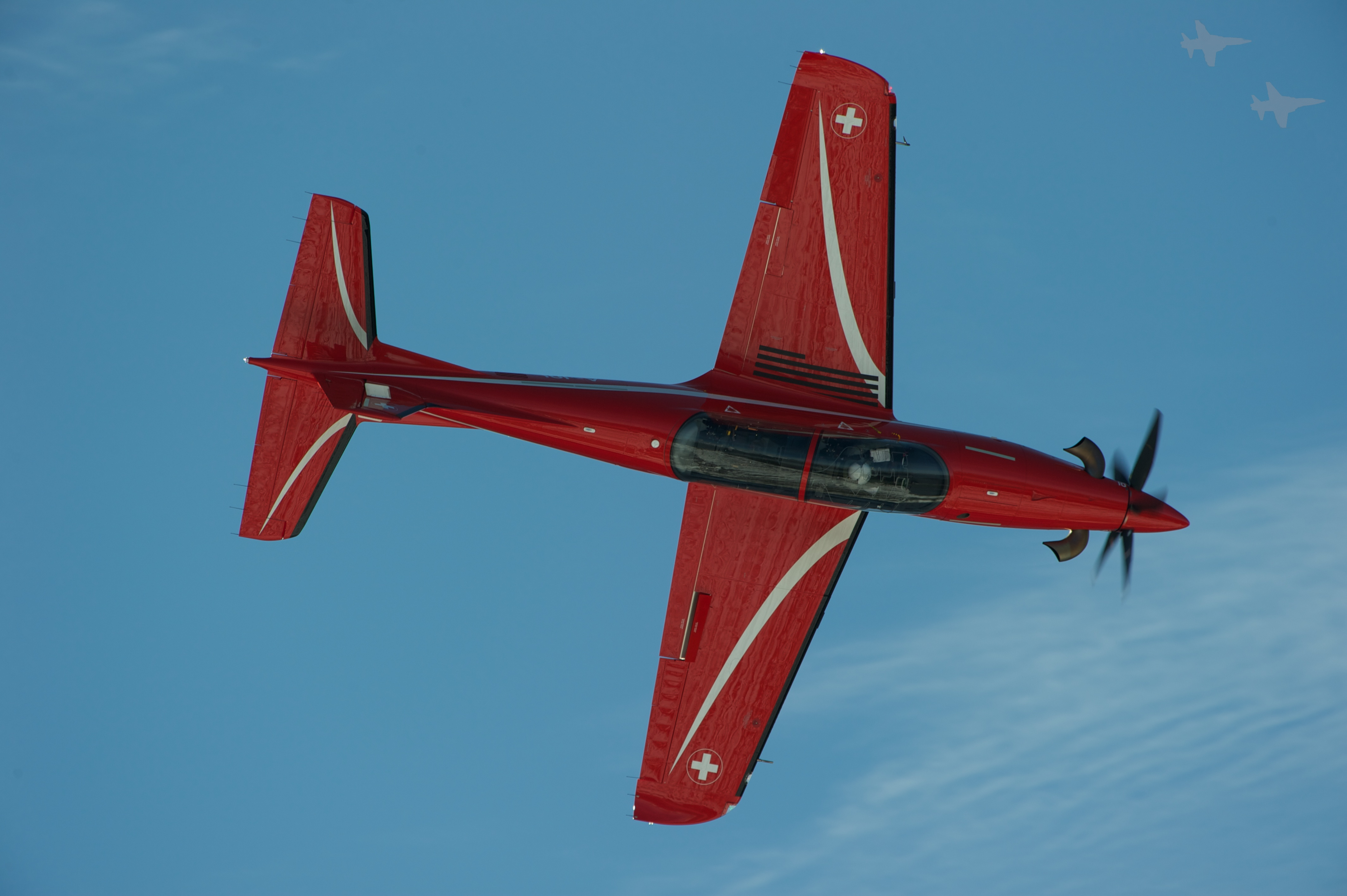
Pilatus PC-21 des Forces aériennes suisses en 2011.

  - Masse maximale au roulage : 3 120 kg
  - Masse maximale au décollage : 3 100 kg
  - Masse maximale à l’atterrissage : 3 100 kg
  - Emport maximal de carburant interne : 550 kg
- Altitude maximale d’exploitation : 25 000 ft - 7 620 m
- Vitesse
  - Vitesse maximale d’exploitation : 370 nœuds - 689 km/h - 0,72 Mach
  - Vitesse de décrochage en configuration d’atterrissage : 81 nœuds
- Température d'exploitation
  - Minimum : –55 °C (–40 °C température de l’huile pour le démarrage)
  - Maximum : +55 °C
- Facteur de charge
  - Maximum positif : + 8,0 g
  - Maximum négatif : – 4,0 g
- Performance
  - Distance maximale franchissable : 1 300 km
  - Temps de vol en croisière : env. 2 h 20
  - Montée (niveau de la mer) : 1 295 Ft/min
  - Décollage : 490 m
  - Atterrissage : 600 m

## Production
Le 20 février 2015, le 100e PC-21 est sorti de la chaine d’assemblage finale de Pilatus. Cet appareil, destiné à la force aérienne saoudienne, est également le 1000e Turbopop Trainer produit par Pilatus.

## Commandes
Le PC-21 ayant reçu les autorisations nécessaires, les Forces aériennes suisses ont reçu et réceptionné les quatre premiers exemplaires en avril 2008. La Suisse a commandé 8 appareils, la république de Singapour en a commandé 19, les Émirats arabes unis 25.
Le 25 mai 2012, l'Arabie saoudite passe commande de 55 PC-21. Les six premiers appareils sont livrés en juin 2014.
Le 23 juillet 2012 le Qatar commande 25 appareils. Le contrat comprend également la fourniture de systèmes de formation au sol, d’un simulateur et du matériel associé, ainsi que des services de maintenance. Les premiers sont livrés en septembre 2014.
En 2013, l'Armée de l'air française indique vouloir acquérir une vingtaine d'appareils à l'horizon 2016 pour former ses pilotes. La commande est officialisée le 30 décembre 2016 pour un total de dix-sept exemplaires.
Le 28 mars 2014, Saab et Pilatus signent un mémorandum d'entente en vue de fournir à la Force aérienne suédoise une vingtaine de PC-21 pour le remplacement des avions écoles à réaction Saab 105 (SK 60).

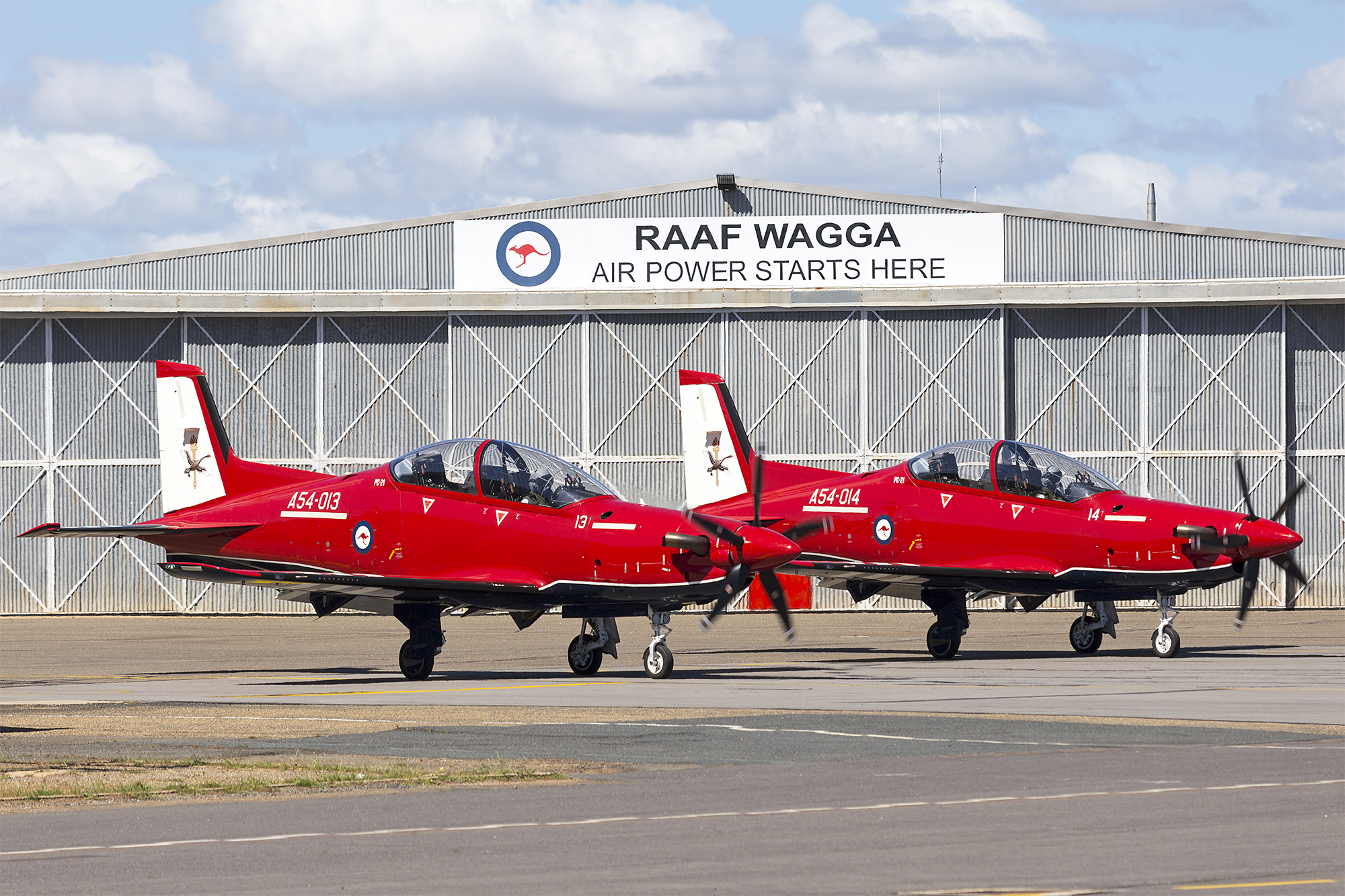
Deux PC-21 de la RAAF à la base aérienne de Wagga en septembre 2018.

En septembre 2015, en vue du remplacement des Pilatus PC-9 et des PAC CT/4 Airtrainer et dans le cadre du projet AIR 5428, la Royal Australian Air Force, pour qui le PC-21 est l'avion d'entrainement le plus avancé au monde, a passé commande de 49 appareils. Son concurrent était le Beechcraft T-6 Texan II. Afin que le système de formation du PC-21 soit spécifiquement adapté à la transition des pilotes sur le futur avion de combat de la RAAF, le Lockheed Martin F-35 Lightning II, Lockheed Martin travaillera en tant que soumissionnaire avec Pilatus Aircraft. Ils seront basés à la RAAF Base East Sale (en) et à la RAAF Base Pearce (en). Les deux premiers doivent être livrés en 2017. Un avion de démonstration Pilatus PC-21 (HB-HZD/ s/n 102) avait effectué un voyage en Australie en février et mars 2010. Le vol inaugural du premier PC-21 australien se déroule en juillet 2016. Le dernier appareil est livré en 5 décembre 2019
En 2016, la Force aérienne royale jordanienne a commandé huit PC-21 ainsi qu'un simulateur, du matériel de formation et un ensemble de soutien logistique. Cet achat remplace la commande de PC-9M faite en août 2015.
Le 30 décembre 2016, Babcock Mission Critical Services France (BMCSF) signe pour 17 PC-21, qui les mettra à la disposition de l'École d’Aviation de Chasse de l’Armée de l'air française. Les avions sont aux couleurs de l'Armée de l'air et ont une livrée bleu nuit. Le contrat comprend également le matériel de formation, dont deux simulateurs, et la logistique, qui est assurée par Pilatus. Le Pilatus était en concurrence avec le Leonardo-Finmeccanica M-345 HET et le Aero Vodochody L-39 Albatros. Ils sont stationnés sur la base aérienne 709 de Cognac et remplacent les Alpha Jet de Tours pour la formation des pilotes, son avionique et son cockpit permettant de passer directement au Dassault Rafale. En juillet 2018 des pilotes de Pilatus et de l'Armée de l'air ont testé les quatre premiers PC-21 à Buochs. Fin août, Babcock réceptionna les premiers appareils, et dès mi-septembre, ils furent livrés à l'Armée de l'air. L'arrivée du PC-21 et des nouveaux outils de formation fut officialisée le 2 octobre 2018 lors d'une cérémonie à Cognac.
Le 27 novembre 2019, le ministère de la Défense espagnol annonce avoir choisi le Pilatus PC-21 pour remplacer, à partir de septembre 2021, les 60 monoréacteurs CASA C-101 Aviojet de l'Armée de l'air espagnole encore en service, entrés en service en 1980 et rénovés au début des années 1990. Le contrat, signé 30 janvier 2020, porte sur un système intégré comprenant 24 Pilatus PC-21, quatre simulateurs de vol, dont deux de missions (vol en réseau), toute la logistique associée pour un montant de 204 millions d’euros. Les premiers appareils sont livrés en septembre 2021 (contre mars 2020 initialement prévue) et porter la désignation locale E.27. Ces concurrents étaient les aéronefs avec turbopropulseur PZL-130 Orlik Turbo, KAI KT-1, Super Tucano EMB-314 d'Embraer et T-6C Texan II de Textron Aviation, et les avions à turboréacteur Aermacchi M-345 HET et l'Aero-Vodochody L-39NG.
Le 5 décembre 2022, Pilatus annonce une commande supplémentaire de l'Espagne de 16 appareils afin de remplacer partiellement les ENAER T-35 Pillán utilisés pour l’entraînement primaire et intermédiaire. La livraison s'échelonnera entre 2023 et 2025.

## Galerie photos

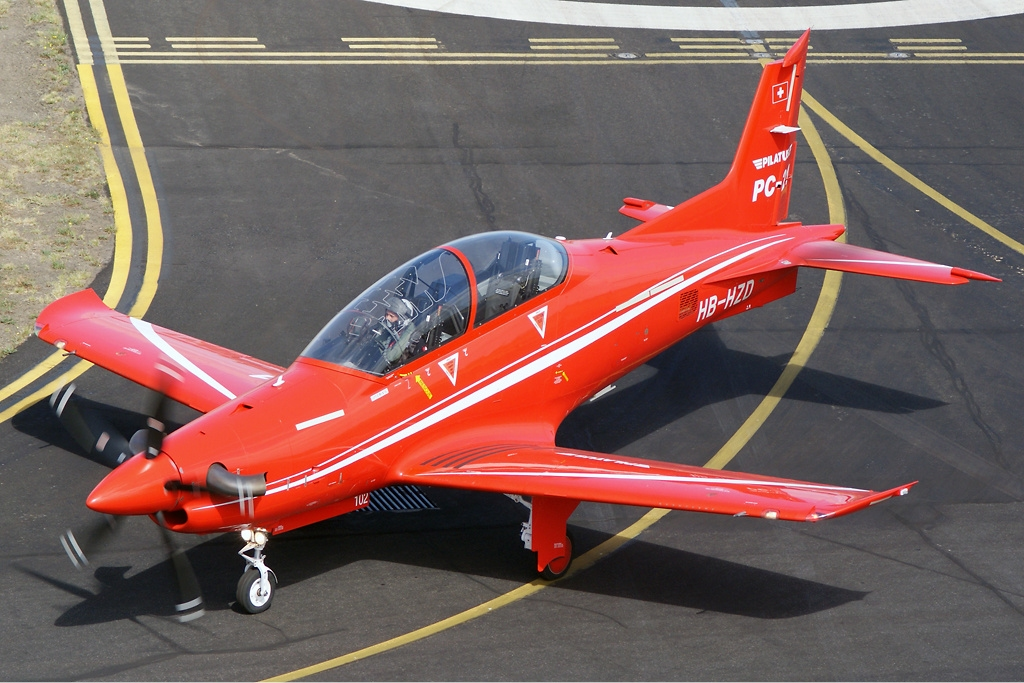
Second Pilatus PC-21 de série et appareil de démonstration à la bases aériennes Williams en Australie en 2010.
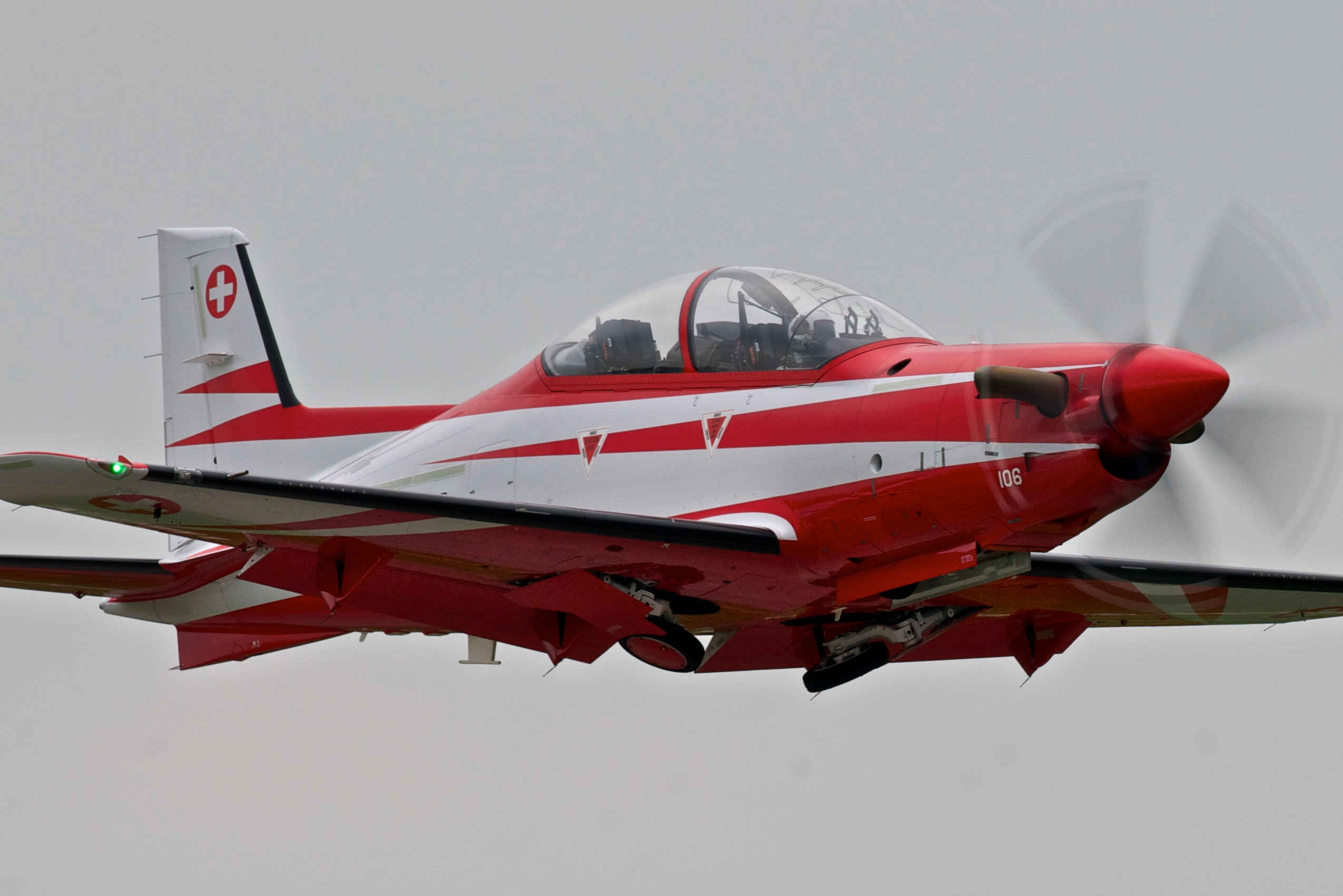
PC-21 des Forces aériennes suisses décollant de Payerne en 2012.
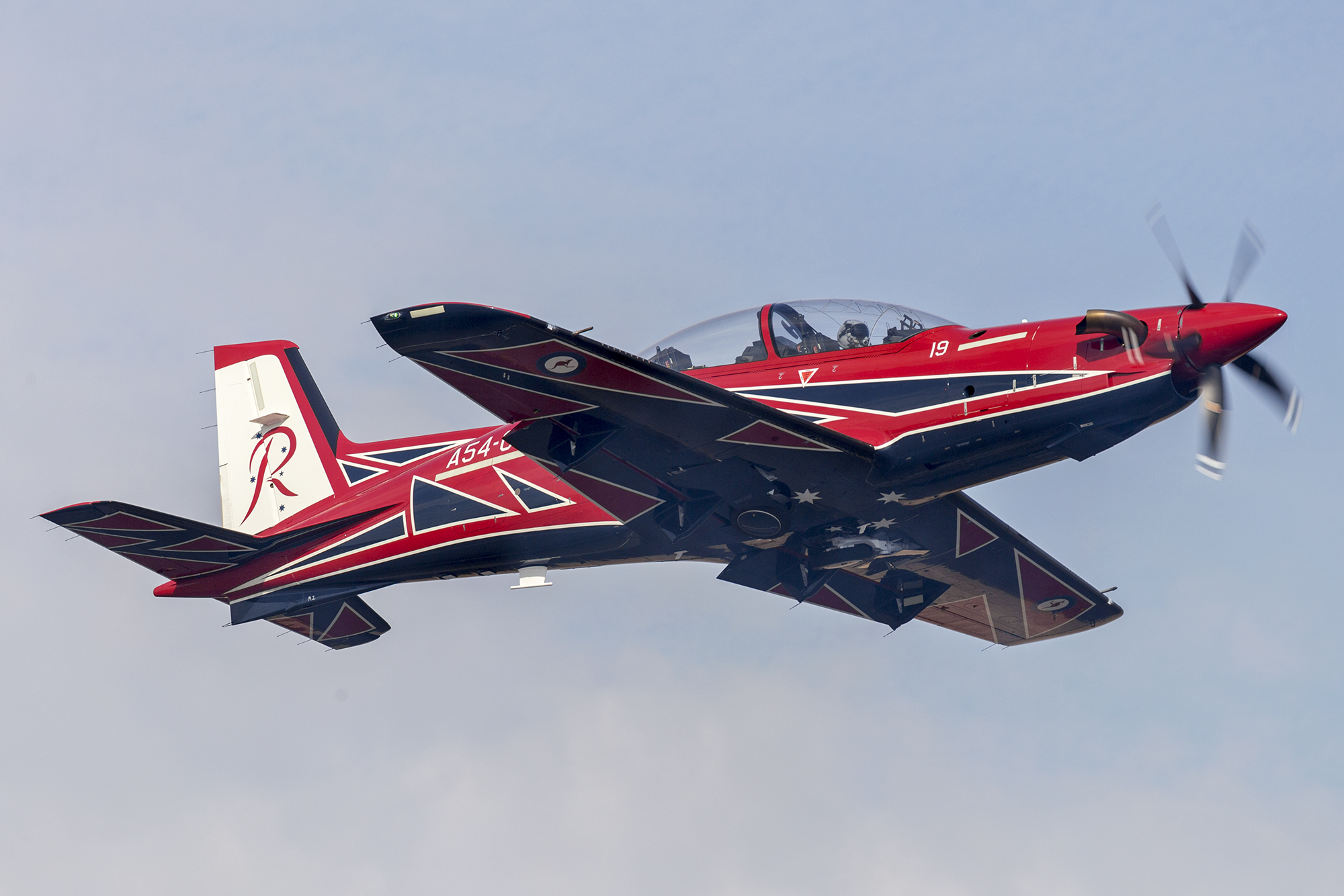
PC-21 de la patrouille acrobatique de la RAAF, les Roulettes, à l'Australian International Airshow en 2019.
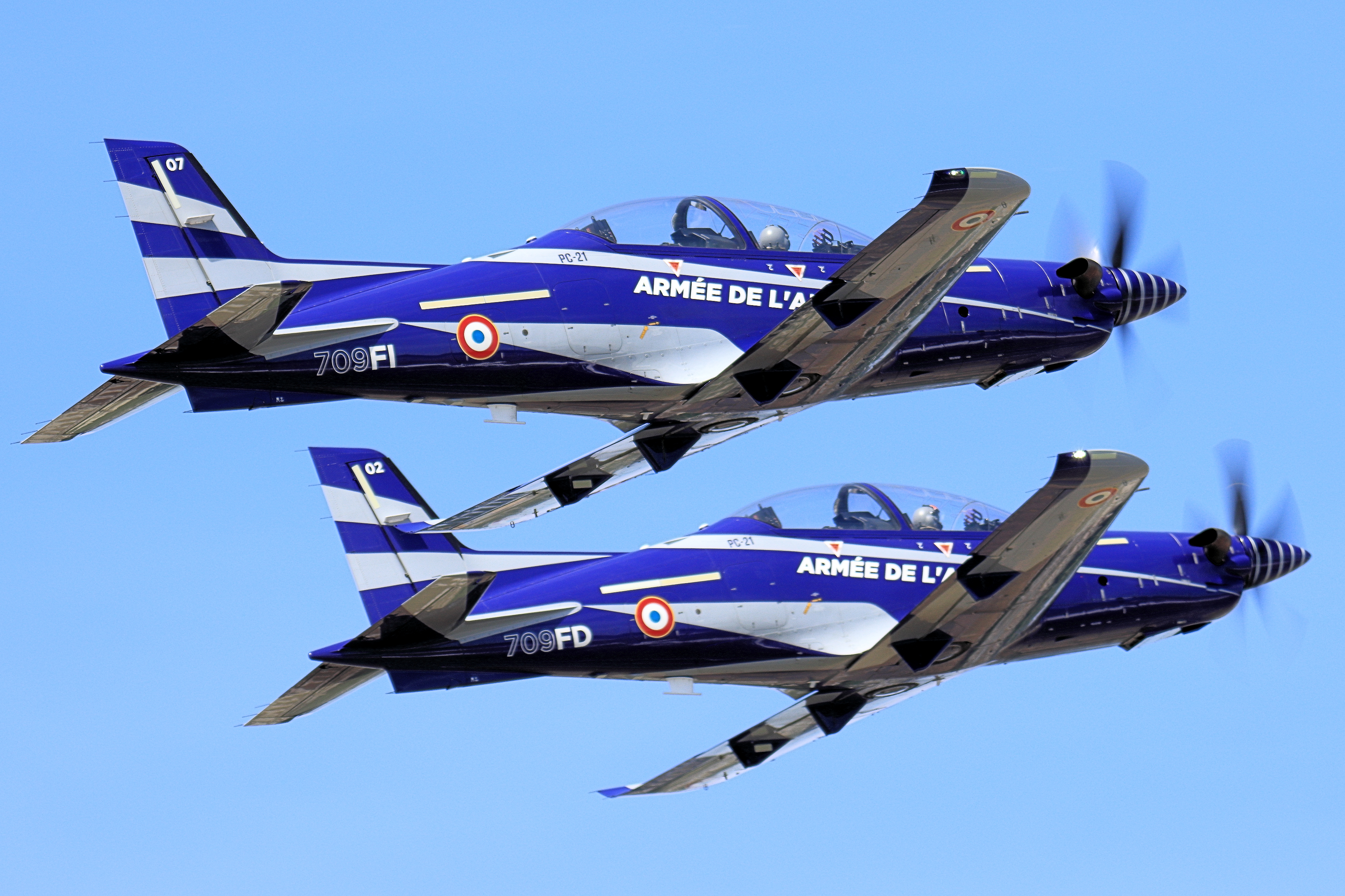
La patrouille acrobatique Mustang X-Ray de l'Armée de l'air française au Royal International Air Tattoo 2022.

## Pays utilisateurs
Arabie saoudite

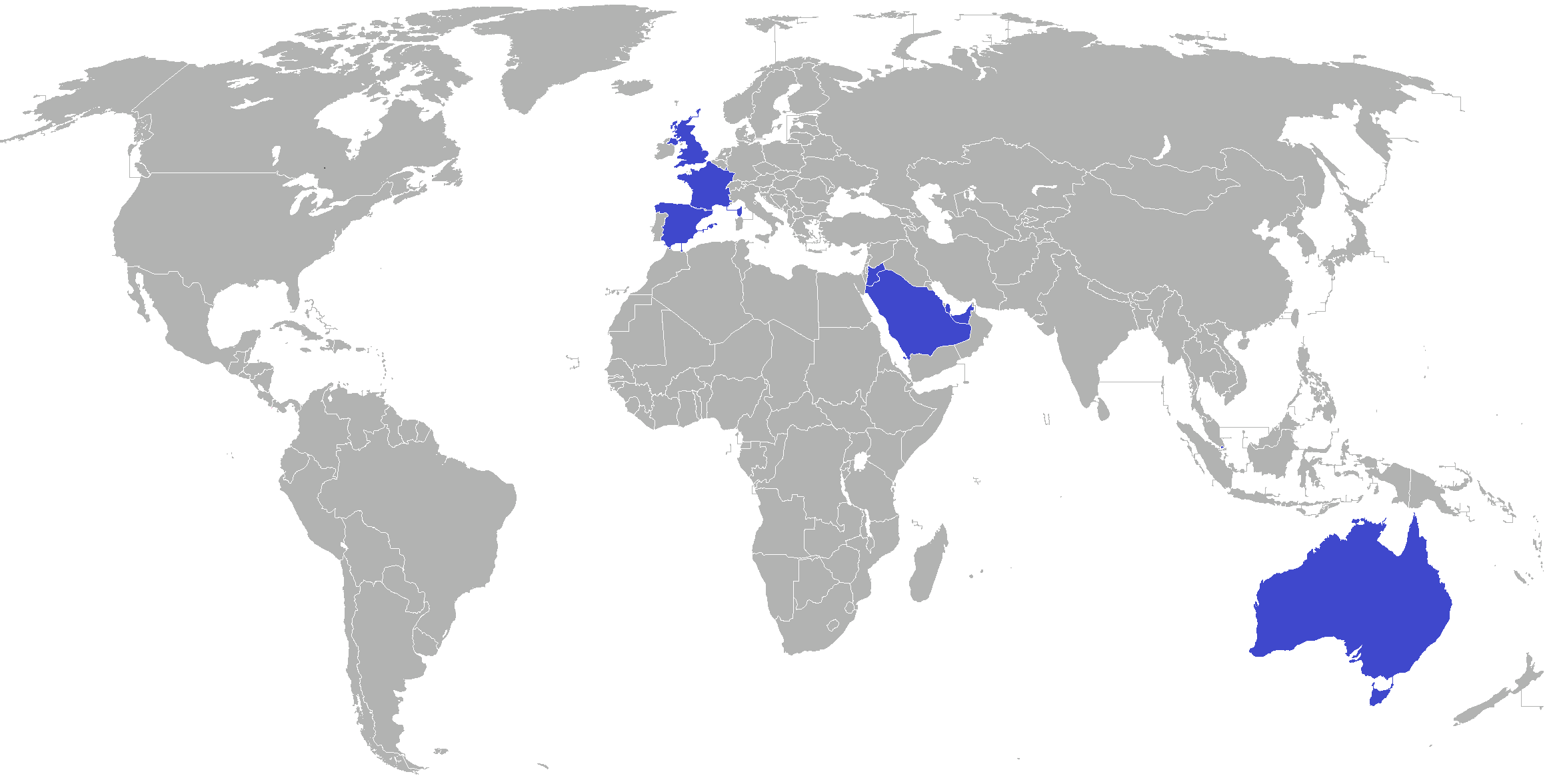
Pays utilisateurs en 2022

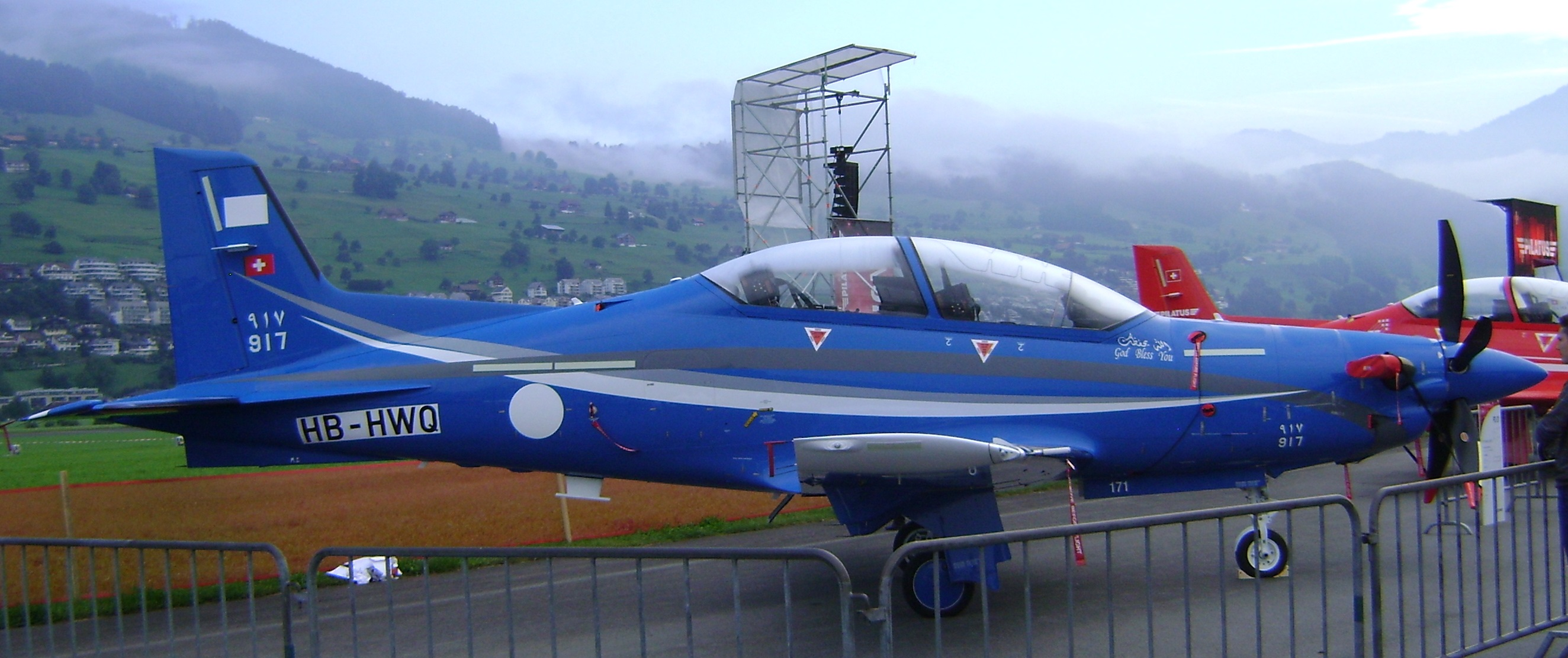
PC-21 de la Force aérienne royale saoudienne avec son immatriculation de livraison en août 2014.

- Force aérienne royale saoudienne : 55 PC-21 en service au sein de la King Faisal Air Academy (en) à Riyad. Immatriculation des appareils livrés : 901 à 922 (c/n 155 à 176), 2201 à 2220 (c/n 177 à 196), 7701 à 7711 (c/n 199 à 209). En mai 2012, un contrat est signé avec BAE Systems pour fournir à l'Arabie Saoudite 55 PC-21, en remplacement de leur flotte de Pilatus PC-9, un système d’entrainement au sol ainsi qu'un soutien logistique[24]. Les six premiers appareils ont été livrés en juin 2014[25].

 Australie
- Royal Australian Air Force : 49. Immatriculations de A54-001 à A54-049 (c/n 234 à 281). Le contrat comprend également sept simulateurs de vol, l'ensemble des systèmes d’apprentissage au sol et les pièces détachées. Ils servent principalement à la formation des pilotes des trois armes et remplacent la flotte de 69 Pilatus PC-9. Les deux premiers appareils ont été livrés en février 2017. Le 12 août 2017, le PC-21 est officiellement mise en service au sein de la RAAF[13]. Le vingtième appareil (A54-020 / s/n253) est livré en juillet 2018, le dernier en décembre 2019[14]. Les unités suivantes en sont équipées :
  - No. 1 Flying Training School (1FTS), RAAF Base East Sale (en), Victoria : 22
  - No. 2 Flying Training School (2FTS) (en), RAAF Base Pearce (en), WA : 14
  - Patrouille acrobatique Roulettes, RAAF Base East Sale, Victoria : 7
  - No. 4 Squadron, Base Williamtown, NSW : 4, remplacent des PC-9A/F pour le contrôle aérien avancé (FAC).
  - Aircraft Research and Development Unit (ARDU) (en), RAAF Base Edinburgh (en), SA : 2

 Canada
- SkyAlyne : 19 PC-21 en commande. SkyAlyne a été sélectionné pour former les futurs pilotes de l'Aviation royale canadienne en coopération avec CAE et KF Aerospace dans le cadre du programme FAcT (Future Aircrew Training). Les pilotes seront formés sur G 120TP (en), PC-21, King Air 260, H135 et Dash 8-400 selon la mission.

 Émirats arabes unis
- Force aérienne des Émirats arabes unis : 25 PC-21 en service au sein du Khalifa bin Zayed Air College (en) situé à la base aérienne Al Dhafra. Immatriculations de 934 à 958 (c/n 128 à 152). Les trois derniers appareils sont officiellement livrés le 30 janvier 2012.

 Espagne
- Ejército del aire : 24 commandés le 30 janvier 2020 (avec 4 simulateurs, dont 2 de missions, et toute la logistique associée) pour plus de 200 millions d'euros. Portant la désignation locale E.27, ils remplacent les monoréacteurs CASA C-101 Aviojet[22]. Les premiers appareils ont été livrés en septembre 2021, les deux derniers en juin 2022. Le 5 décembre 2022, Pilatus annonce une commande supplémentaire de 16 appareils afin de remplacer partiellement les ENAER T-35 Pillán utilisés pour l’entraînement primaire et intermédiaire. La livraison s'échelonnera entre 2023 et 2025[23].

 France

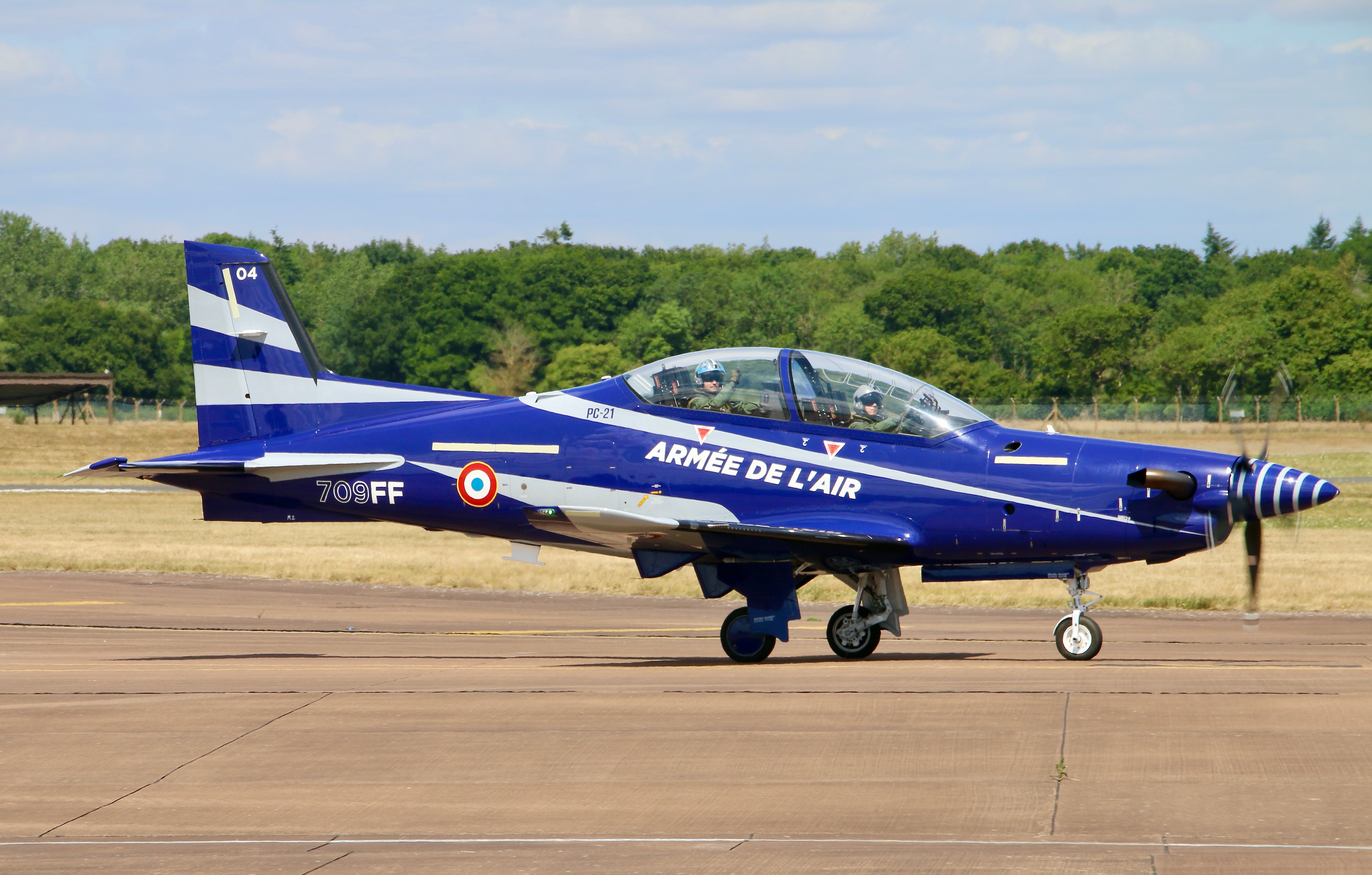
PC-21 de l'Armée de l'air française en 2022.

- Armée de l'air française : 26 PC-21 en service au sein de l'école de l'aviation de chasse (EAC) sur la base aérienne 709 Cognac[17]. 17 exemplaires commandés en 2016, livrés entre le second semestre 2018 et janvier 2019[4],[26]. Immatriculation 709-FC à 709-FS (c/n 293 à 309). Flotte acquise en leasing court, maintenance externalisée auprès de Babcock. En 2021, neuf PC-21 et autres systèmes de formation au sol et pièces détachées sont commandés. Les deux premiers appareils sont livrés en novembre 2022[2].

 Jordanie
- Force aérienne royale jordanienne : 10 PC-21 au service au sein du 11e Squadron au King Hussein Air College (en) à Mafraq. Immatriculation 1170 à 1179 (c/n 283 à 292). En avril 2016 huit appareils sont commandés en remplacement des C-101 Aviojet. La commande comprend également un simulateur, du matériel de formation et un ensemble complet de soutien logistique. Cette commande remplace celle d’août 2015 portant sur le PC-9M. Deux autres PC-21 sont commandés fin 2016.

 Qatar
- Force aérienne de l'Émir du Qatar : 22 en service au sein du collège de l'air située à la base aérienne Al Udeid ; 24 livrés entre 2014 et avril 2016, immatriculation QA350 à QA373 (c/n 210 à 233). Une partie sert à la nouvelle patrouille acrobatique. Le 10 juillet 2019 deux PC-21 entre en collision en vol, les pilotes parviennent à s’éjecter.

 Royaume-Uni

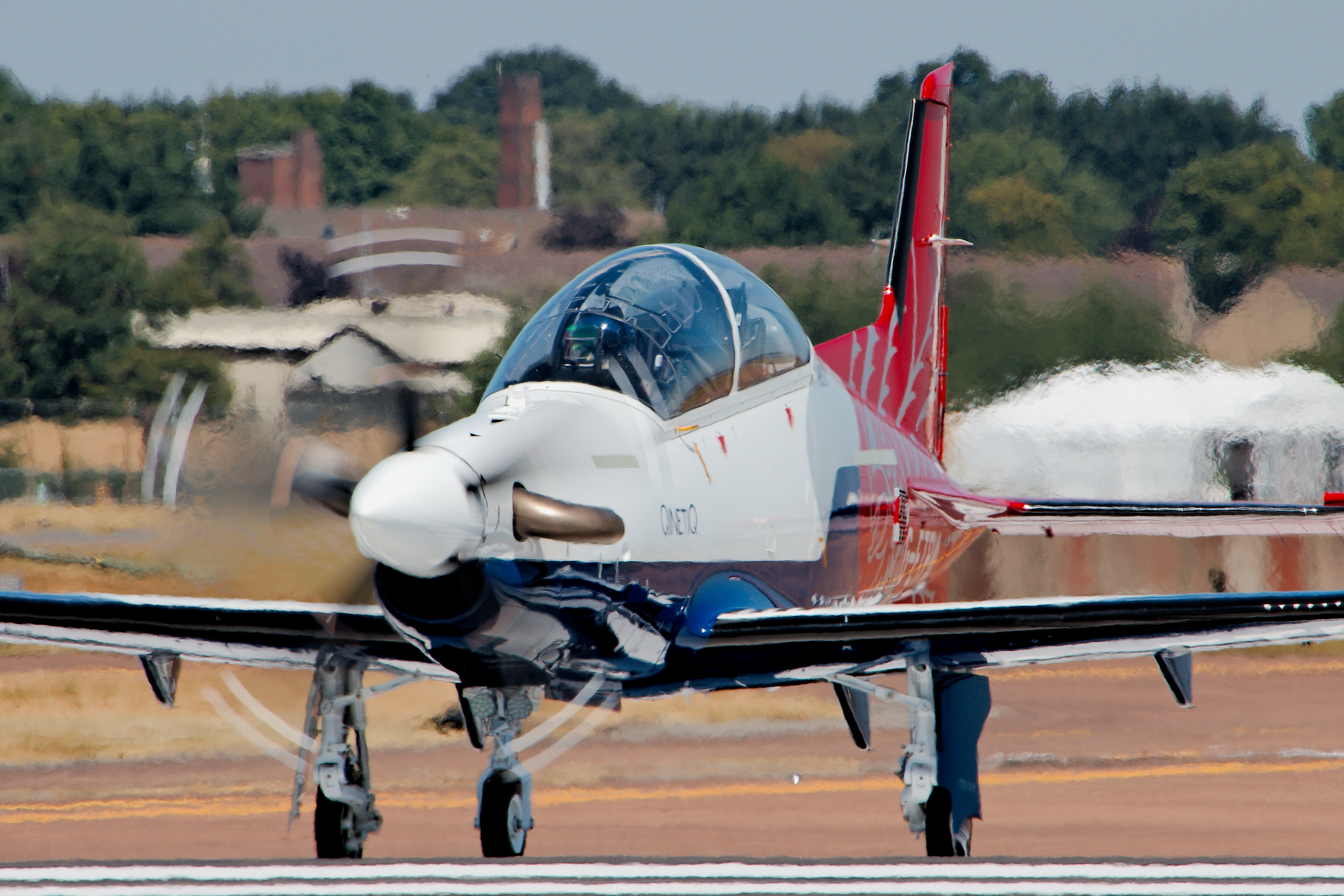
PC-21 de l'Empire Test Pilots' School au Royal International Air Tattoo 2018.

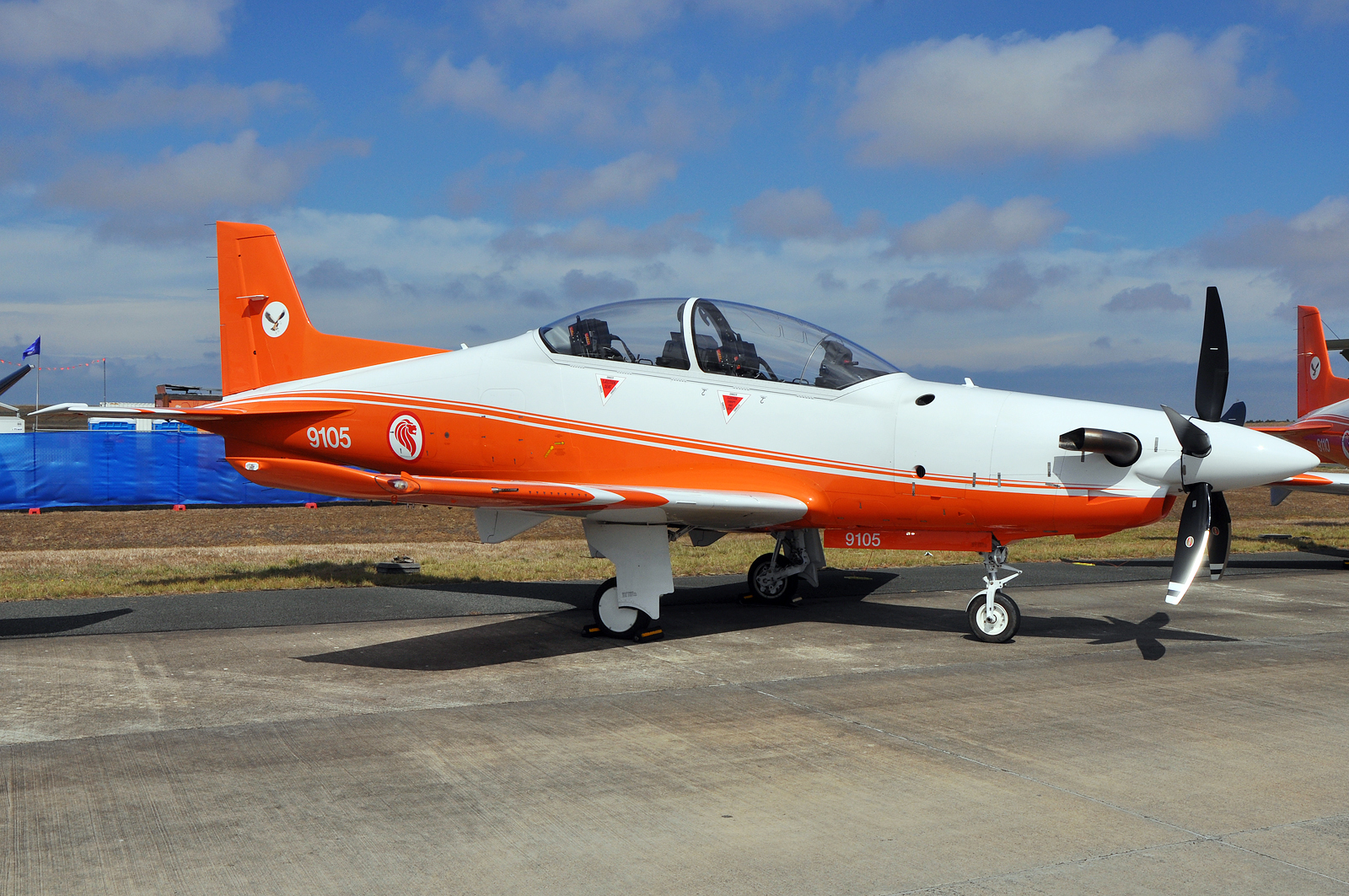
PC-21 de la Republic of Singapore Air Force en 2013.

- Empire Test Pilots' School (en) (ETPS) : 2, immatriculation G-ETPB et G-ETPB (c/n 310 et 311). Commandés par QinetiQ fin 2016 en remplacement des deux EMB 312 Tucano, ils sont livrés début 2018.

 Singapour
- Force aérienne de la république de Singapour : 19 PC-21 en service au sein du 130 Squadron (du Flying Training Institute) situé à la RAAF Base Pearce (en) en Australie. Immatriculation 9101 à 9119 (c/n 109 à 127). En novembre 2006, Singapour a attribué un contrat de service de vingt ans à Lockheed Martin Simulation, Training and Support (LMSTS) pour soutenir le cours de formation Basic Wings de la RSAF à Pearce en Australie, au moyen de 19 PC-21, en remplacement de la flotte de SIAI Marchetti S.211[27].

 Suisse
- Forces aériennes suisses : 8 PC-21 en service au sein de l'École de pilotes des Forces aériennes 85 (E pil FA 85) située à la base aérienne d'Emmen (de). Immatriculations de A-101 à A-108 (c/n 101 à 106, 153 et 154). Les six premiers appareils ont été reçus en 2008 dans le cadre du programme du système d'instruction des pilotes de jets JEPAS (Jetpiloten-Ausbildungssystem).

## Patrouilles acrobatiques
Plusieurs patrouilles militaires de patrouilles acrobatiques utilisent des Pilatus PC-21.
- Roulettes de la Royal Australian Air Force : 7 PC-21, dont 6 en vol, remplacent depuis 2019 des PC-9/A
- Display team de la Force aérienne de l'Émir du Qatar : 6 PC-21
- Mustang X-Ray de l'Armée de l'air française : 2 PC-21